# خط الرقعة
خَطُّ الرُّقعَة هو خط عربي حديث نسبيّاً ابتكره العثمانيون عام 1280هـ، الموافق لعام 1863م، يتسّم بسهولة قراءته وسرعة كتابته وبعده عن التعقيد، تُوزن مقاسات حروفه بالنقطة، وغالباً ما يُشَكَّل في الحدود الضيقة باستثناء الآيات القرآنية، وهو أكثر الخطوط شيوعاً ويُكتب في أغلب الدول العربية إلّا أنه قليلاً مايستخدم في بلاد المغرب العربي عموماً. يُعرف خط الرقعة بحروفه القصيرة المتقطعة المستقيمة وانحناءات بسيطة أغلبها يكون شبه مستقيم فإذا كان هناك حرف فيه تقوس فأن هذا التقوس يكون قليلاً جداً، لذا فإن الخط يتسم بمرونة قوية وصريحة، لا يبدو جميلاً بكثرة التشكيل، فيُشكل للضرورة فقط، ويُعتقد أن خط الرّقعة مُشتق من خطّيّ النسخ والثلث وأن اسمه مُشتق من خط الرقاع القديم والذي لا يمت بصلة إليه إلا بالاسم وبالصيغة المفردة فقط. بينما يعتقد آخرون أنه سُمّي الرقعة لأن الناس قديماً كانوا يكتبونه على رقاع.
وضع قواعد هذا الخط ممتاز بك في عهد السلطان عبد المجيد خان عام 1280هـ، الموافق 1863م فعُرف باسم الخط العثماني في تركيا، وكُتبت غالبية الوثائق في عهد الإمبراطورية العثمانية بخط الرقعة وذلك لسهولة قراءته وكتابته، وقد كان أيضًاً أحد أكثر الخطوط شيوعاً في تركيا في ذلك الوقت. أما الآن فخط الرقعة يستخدمه عامة الناس في كتاباتهم اليومية وذلك لامتيازه بإمكانية كتابته في مساحة ضيقة إذا ما قورن بباقي الخطوط العربية الأخرى فبات يُستخدم في عناوين الكتب والمجلات والصحف اليومية، والإعلانات التجارية، واللافتات والدعاية وبطاقات الأعياد، وبعض الشهادات المقدمة للطلبة.

## التسمية
يُعتقد أن تسمية خط الرقعة جاءت نسبةً إلى كتابته على الرقاع القديمة، ولكن يرى بعض الباحثين أن بدء نشوء خط الرقعة وتسميته لا علاقة له بخط الرقاع القديم، وأنه يُحتمل أن يكون قد اشتق من خط الثلث والنسخ وما بينهما، وأن أنواعه كثيرة. وقد أخذ اسمه من الخط القديم الذي يعرف باسم خط الرقاع، والذي لا يمت إليه بصلة الا بالاسم فقط والصيغة المفردة، ويرى آخرون أن اسم الرقعة أتى نتيجةً لكتابة الناس له على الرقاع.

## التاريخ والنشأة
نشأ خط الرقعة متطوراً من الخط الكوفي اللين، الذي كان يكتب به لتدوين المكاتبات والمراسلات والمعاملات والكتابات المماثلة، وهذا الخط الكوفي اللين انبثق من خط النسخ، ثم خط الثلث، وباقي الأنواع الأخرى، والخط الكوفي اللين يحمل في خصائصه اليبوسة، وجرات القلم المستقيمة الجافة والأفقية والرأسية، والتي تساعده بشكل ما على الأداء السريع في المجال الكتابي التدويني. وتطورت الكتابة التدوينية السريعة إلى أن أخذت شكلاً قارب أن يكون متفقاً عليه، في كل مكان وانتشر شكله في العالم الإسلامي إلا وهو خط الرقعة.
كان خط الرقعة يعتمد على الأسلوب الشخصي في كتابات الإستنساخ الاعتيادي، وقد ظهرت بعض صور حروفه في الكتابات على البردي من القرون الأولى للهجرة، وتأكدت بعض صورة الأخرى في العهود التي تلت عصر ابن البواب (حوالي 413هـ) الذي أشاع الخطوط اللينة وفي مقدمتها خط الثلث والنسخ
ويعتبر خط الرقعة من الخطوط الحديثة نسبياً لأنه لم يظهر الاهتمام به إلا في أواخر القرن الثاني عشر الهجري والقرن الثالث عشر الهجري نتيجة للحاجة إلى وجود خط يتميز بالبساطة وبقصر الحروف، والسرعة في الإنجاز، حيث يَنسجم مع حركةِ اليد الطبيعية، بالإضافة إلى الجمال، واختير الرقعة ليكون خط المراسلات والتدوين والمكاتبات والمعاملات الرسمية. في الدولة العثمانية، وذلك نتيجة لتشجيع الدولة العثمانية للخطاطين الأتراك لابتكار خطوط جديدة كالرقعة والطغراء والديواني وغيرها، كان للخطاطين العثمانيين اليد الرئيسة في إرساء قواعده حيث ضبطوا بها شوارده ورسخوه على أسس ثابتة بأشكال معينة، فهو ليس إلا نتيجة لتطور خطوط الاستنساخ القديمة التي لم تخضع للقواعد. قام المستشار ممتاز بك في الدولة العثمانية بوضع قواعده في القرن الثالث عشر الهجري في عام 1280هـ، الموافق 1863م فهو لم يخترعه وإنما كتب قواعده، وقد اشتقه من الخط الديواني وخط سياقت حيث كان خليطاً بينهما قبل ذلك. وقد طرأت عليه في الفترات اللاحقة بعض التطويرات المحدودة التي لم تؤثر على شكله العام. ويلاحظ أن الرقعة لم تُشتق منه خطوط أخرى، تختلف عنه في القواعد، كما هو الحال في الخط الفارسي والديواني والكوفي والثلث. وكان أيضًاً للخطاط العثماني محمد عزت (1257-1320هـ) يد في وضع قواعد الخط، حيث عم أسلوبه البلاد العربية وخصوصاً مصر وقد صدرت فيه أعداد كبيرة من الكراسات في مختلف أنحاء البلاد العربية وتركيا، ولمختلف الخطاطين خاصة بعد اعتماد تدريسه في المدارس.
وقد جاءت كتابة الخط على السهولة والبساطة والسرعة، فلا تركيب فيه ولا تشكيل ولا تزويق ولا حليات ولا زخارف إضافية، لأنه يحمل صفات السرعة في الأداء. ولذا فهو الخط الوحيد في الخطوط المجودة الذي يتم تعلمه بسرعة دون زيادة من إضافات تحسينية[بحاجة لمصدر].

## كتابة الحروف

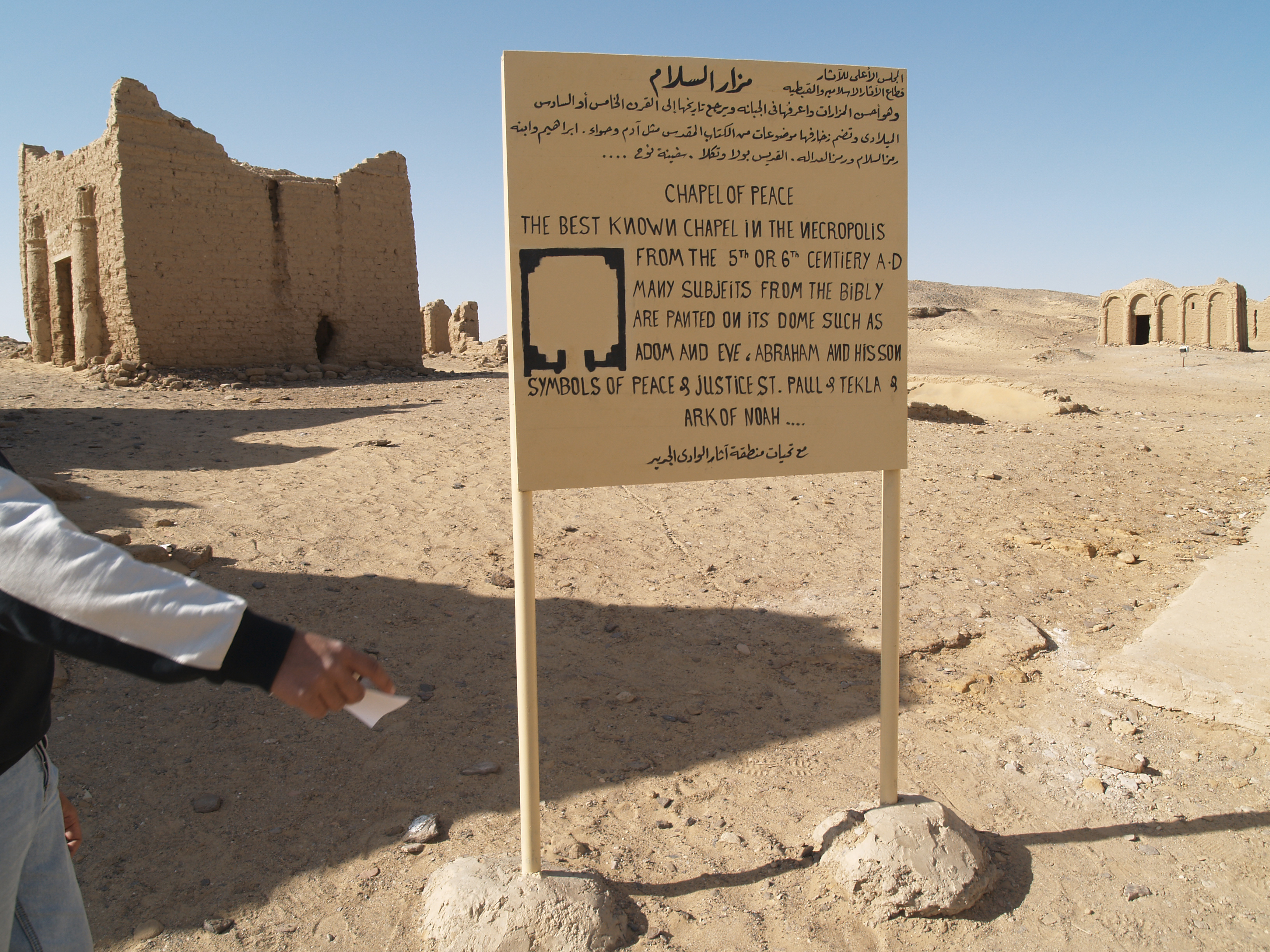
لافتة مكتوب بخط الرقعة «مزار السلام» - البجوات

تُطمس جميع حروف خط الرقعة عدا الفاء والقاف الوسطية، وتكتب جميع حروفه على السطر ولا ينزل منها إلا الهاء الوسطية والجيم والحاء والخاء والعين والغين المنفصلات وميم آخر الكلمة أو الميم المنفصلة، وترتكز غالبية حروفه بعرض القلم بزاوية مقدارها 50 درجة إلى 55 درجة، وبشكل عام يميل القلم إلى الأسفل عند الكتابة من اليمين إلى اليسار، خط الرقعة خط واضح وبسيط وهو أسهل الخطوط العربية للكتابة اليومية، والخط العربي المكتوب من عامة الناس هذه الأيام عادةً ما يكون مزيجاً بين خطّي النسخ والرقعة.

### مسكة القلم

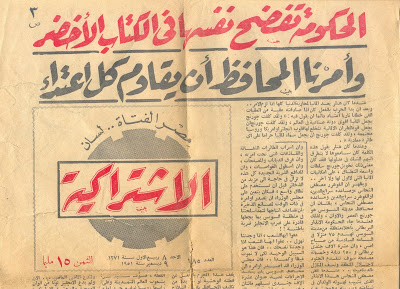
إحدى الجرائد المصرية مكتوب عنوانها بخط الرقعة.

1. المسكة: يُمسك القلم بإصبعين هما السبابة والإبهام ويتم إسناده على الإصبع الوسطى من الرأس وعلى عضد السبابة المتصل بالرسغ.
2. الزاوية: لرسم الحرف، يصنع رأس القلم بدايةً زاوية تتراوح بين 45 و90 درجة مع السطر، وبتطبيق المسكة الصحيحة تُعطى الزاوية الصحيحة.
3. الاتجاه: هنالك أربع مسارات للقلم: إما أفقياً، أو عمودياً، أو قطرياً، أو دائرياً.
4. المسافة: تقاس بقطر النقطة وتوجد 4 وضعيات للنقطة : إما أفقية، أو عمودية، أو نصف أفقية، أو نصف عمودية.[3]

### النقطة
تعتبر النقطة وحدة القياس للحروف في الخطوط العربية، ويقاس طول الحرف بالنقاط إما عمودياً أو أفقياً أو كليهما، وميزان الحروف هو مقياس تقريبي يساعد المتعلم على ضبط أبعاد الحروف أفقياً وعمودياً، وتكتب النقطة بتشكيل رأس القلم مع السطر زاوية مقدارها 45 درجة باتجاه قطري لليمين، يُقسم السطر النقطة مربعة الشكل لجزئين متساويين يشكل كلٌ منهما مثلثاً متساوياً.

### النقطتان
تختلف النقطتان بشكل بسيط عن النقطة، وذلك لأن مقدار الزاوية الذي تتخذه يكون أقل من 90 درجة، وبالاتجاه نفسه أفقي إلى اليمين ويقاس عرض النقطتين بنقطة. تُعتبر النقطان وسيلة للتركيز على المسكة الصحيحة للقلم ووضعه السليم على الورق ولذلك يُفضل التدريب على بداية زاويتها 90 درجة لأن اليد تتراجع وبذلك ينتج الرسم الصحيح ويمكن تطبيق هذه العملية على رسم بقية الحروف أيضًاً في بداية التعليم.

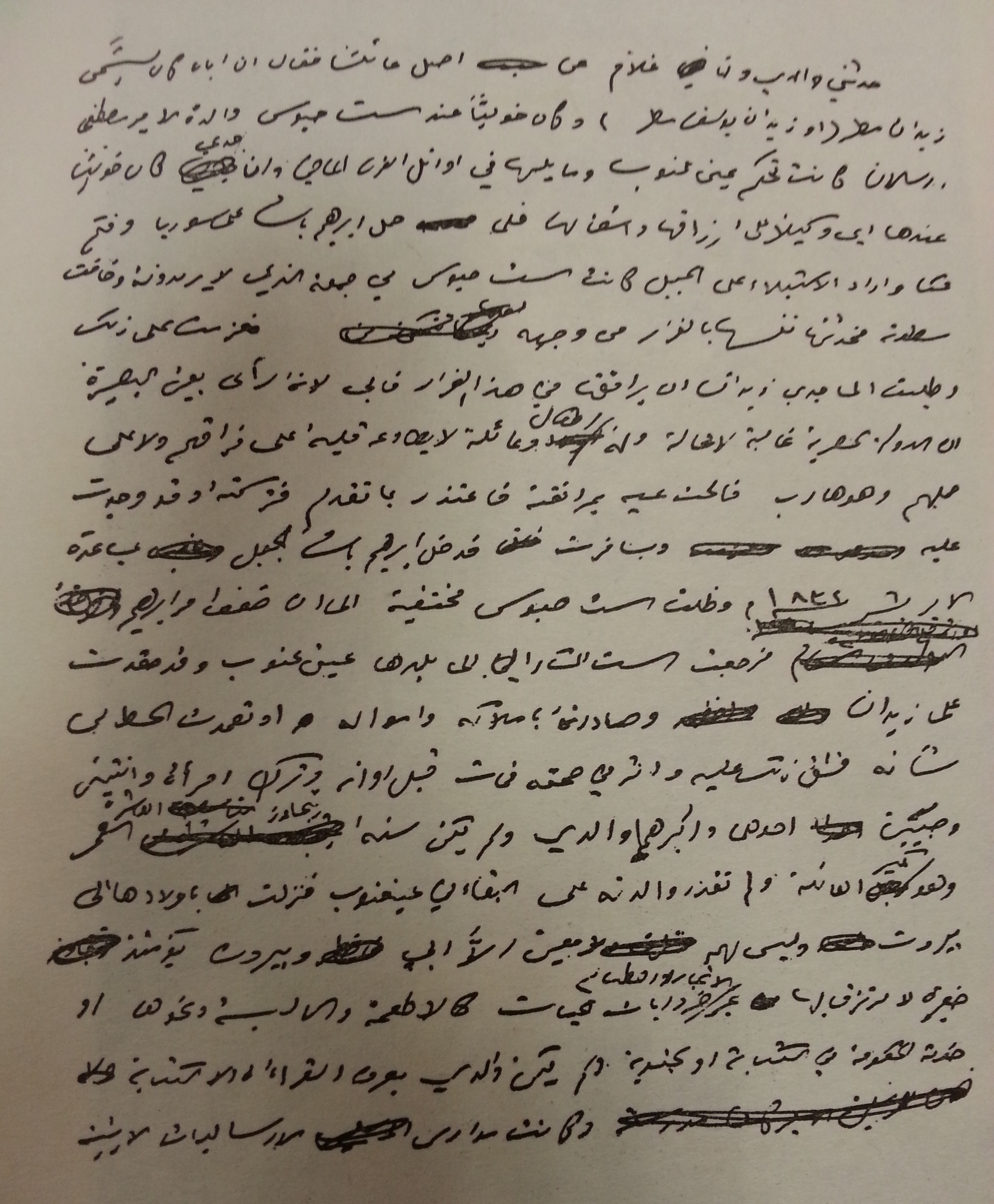
خط يد جرجي زيدان

### الألف
تُسحب الأصابع باتجاه راحة اليد في كتابة حرف الألف ويكون طول حرف الألف 3 نقاط رأسياً.

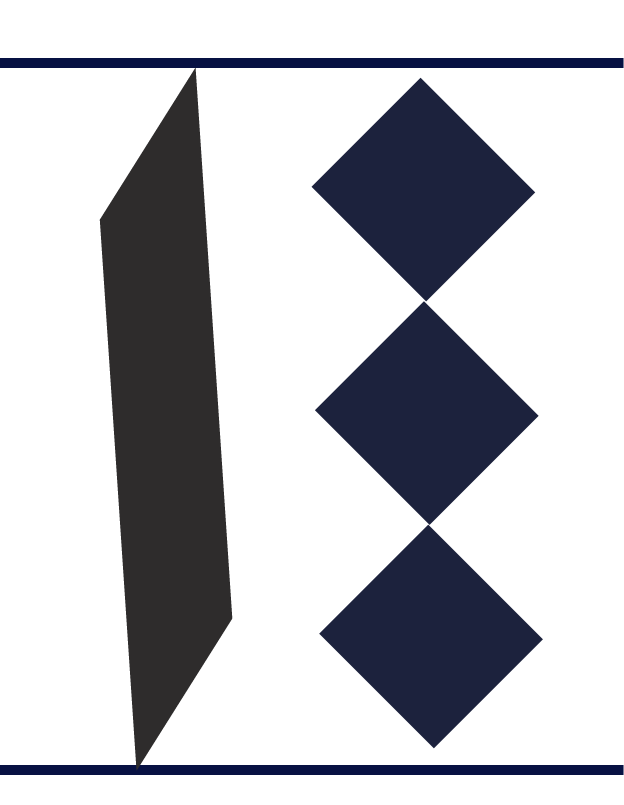
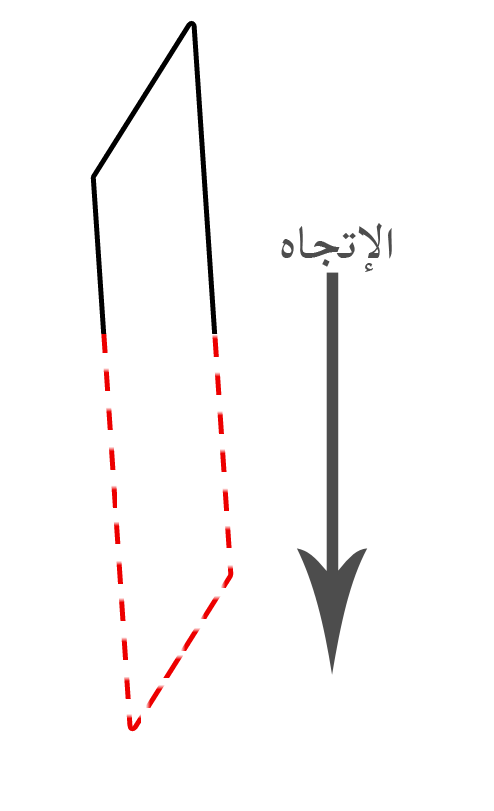

### الباء، التاء، الثاء

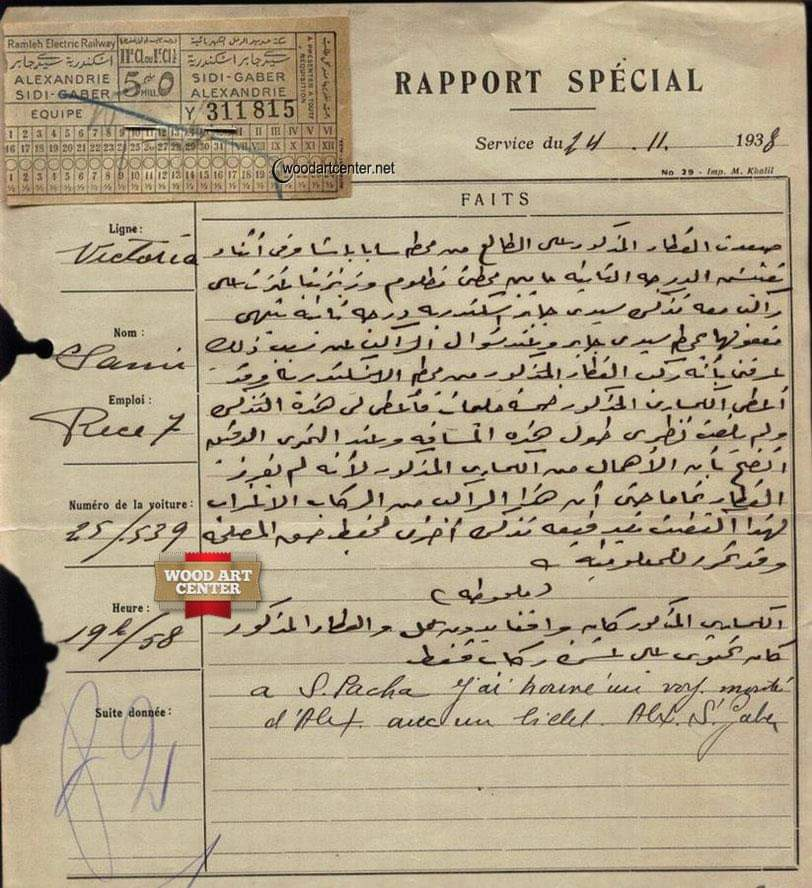
تقرير بخط اليد عن سكك حديد الإسكندرية

تُسحب الأصابع في رسم الاتجاه الأول وبتحريك الرسغ في رسم الاتجاه الثاني ثم رفع الأصابع في النهاية لرسم الاتجاه الثالث الدائري.

### الميم
تُرسم رأس الميم بدايةً بنقطة تقل زاويتها عن 90 درجة، وذلك بسحب الأصابع من اليمين لليسار، ويكون قياس عرض رأس الميم نقطة واحدة، من ثم يرسم عنق الميم على امتداد نهاية رأس الميم بطول نقطتين وصولاً للسطر ومرتفعاً عنه بنقطة واحدة، ومن ثم يُشكل قوس صغير يصل بين العنق وباقي الحرف بطول 3 نقاط وبزاوية تقل عن 90 درجة.

### الياء
تُرسم الياء بدايةً برسم الرأس من أقصى اليمين إلى أدنى اليسار بزاوية تقل عن 90 درجة بعرض وارتفاع مقداره نقطة، في الخطوة الثانية يُرسم عنق الياء بسحب اليد من اليسار لليمين بعرض نقطة، ونهايةً يُرسم الجسم الأخير للياء بسحب اليد عن العنق بعرض مقداره نقطتين، ومبتعداً عنه بمقدار نقطتين.